# Gary Singer
Gary Singer là một chính khách người Úc. Ông là Phó Thị trưởng Thành phố Melbourne từ năm 2004 đến năm 2008, phục vụ dưới quyền của John So. Ông đã tranh cử để kế nhiệm So với tư cách là Thị trưởng khi về hưu vào năm 2008, nhưng đã bị đánh bại bởi cựu lãnh đạo bang Đảng Tự do của Robert Doyle.
Singer có nền tảng là nhà tư vấn, luật sư và quản lý của Simon Parsons & Co Lawyers.  Ông cũng là barrister và solicitor của Tòa án Tối cao Victoria. Singer có bằng Cử nhân Kinh tế và Cử nhân Luật.
Singer công khai là người đồng tính; bạn đời của ông là Geoffrey Smith. Năm 2007, Singer và Ủy viên Hội đồng Fraser Brindley đã công nhận các cặp đôi đồng giới bằng cách nhận được sự hỗ trợ về nguyên tắc để hội đồng thiết lập Sổ đăng ký Tuyên bố Quan hệ, lần đầu tiên ở Victoria.